# Ludolf von Sagan
Ludolf von Sagan OSA; auch Ludolf von Einbeck, lateinisch Ludolphus Saganensis, auch Ludolphus abbas Saganensis, tschechisch Ludolf Zaháňský; (* um 1353 in Einbeck, historisch Kirchenprovinz Mainz; † 21. August oder 22. August 1422 in Sagan, Herzogtum Sagan) war Augustiner-Chorherr und von 1394 bis 1422 Abt des Augustiner-Chorherrenstifts Sagan.

## Leben
Ludolf, dessen Familienherkunft nicht bekannt ist, immatrikulierte sich um 1370 an der 1348 gegründeten Prager Karls-Universität. 1373 ist er in der Matrikel der eigenständigen Juristenfakultät belegt, an der vor allem die künftigen kirchlichen Würdenträger ausgebildet wurden. Nach der Matrikel gehörte er der sächsischen Universitätsnation an, da er aus dem sächsischen Teil des Bistums Mainz stammte. Die kanonistischen Studien schloss er mit dem Grad eines Baccalaureus ab. Sein weiteres Wirken war u. a. bestimmt von der Begegnung mit den Predigern Konrad von Waldhausen und Jan Milíč z Kroměříže. Durch rege Kontakte zum 1333 gegründeten Augustiner-Chorherrenstift Raudnitz und dem seit 1292 bestehenden Zistersierkloster Königsaal lernte er die Erneuerungsbewegung der Devotio moderna kennen. Seine in Prag und Raudnitz geknüpften persönlichen Kontakte hielt er zeitlebens aufrecht.
1385 oder 1386 trat Ludolf in das Augustiner-Chorherrenstift in Sagan ein, wo er die Ordensgelübde ablegte und bereits 1386 als Ludolf von „Embecke“ als Subprior amtierte. 1394 stieg er zum Abt auf. 1398 schloss er den „Catalogus abbatum Saganensium“ ab, der neben der Chronik des Saganer Stifts auch Aufzeichnungen über die Geschichte der luxemburgischen Zeit Böhmens enthält, zu dem seit 1335 auch Schlesien gehörte. Im Auftrag des Breslauer Bischofs Wenzel II. war Ludolf 1398 an einem Inquisitionsverfahren gegen einen Wanderprediger der Waldenser beteiligt, der zum Tod durch Verbrennen verurteilt wurde. Zur notwendigen Reform des Klerus predigte er mehrmals auf den Synoden der Breslauer Kirche.
Ein besonderes Anliegen war ihm die Wiederherstellung der Einheit der Kirche, die durch das Schisma beschädigt war. 1408/09 vertrat er mit der Schrift „Soliloquium schismatis“ den Standpunkt der vom Papst Gregor XII. abgefallenen Kardinäle. Vermutlich deshalb nahm er 1409 im Auftrag des Breslauer Bischofs am Konzil von Pisa teil, wo er zur Kircheneinheit predigte. In seinen letzten Lebensjahren verfasste er die Klosterchronik „Catalogus abbatum Saganensium“, die später vom Prior Peter Weynknecht bis zum Jahre 1507 fortgeführt wurde.
Nach dem Konzil von Konstanz, mit dem die Einheit der Kirche mit der Wahl des Papstes Martin V. wiederhergestellt wurde, verfasste Ludolf die Schrift „Tractatus de longevo schismate“, die er in seinem Todesjahr 1422 abschließen konnte. Darin beschreibt er die Ursachen und Folgen der Spaltung und erläutert die Theologie des Konziliarismus, der auf den Konzilen von Pisa und Konstanz erarbeitet wurde. Zudem setzte er sich mit dem aufkommenden Hussitismus auseinander. Während der Hussitenkriege gewährte er im Saganer Stift den aus Raudnitz, Jaromir und Sadská geflohenen Chorherren Asyl.
Seine letzten Lebensjahre waren durch Auseinandersetzungen des Stifts mit dem Saganer Herzog Johann I. und der Stadt Sagan belastet.

## Werke
- Catalogus abbatum Saganensium. Hrsg. von Gustav Adolf Stenzel. In: Scriptores rerum Silesiacarum oder Sammlung schlesischer Geschichtsschreiber, Breslau 1835, Band 1, S. 173–248 Digitalisat
- Tractatus de longevo schismate. Hrsg. von Johann Loserth. Beiträge III in: Archiv für österreichische Geschichte 1880, Band 60, S. 345–561.
- Soliloquium scismatis. Hrsg. von Placidus Bliemetzrieder. In: Studien und Mitteilungen zur Geschichte des Benediktinerordens und seiner Zweige. Jahrgang 26, 1905, S. 29–47, 226–238 und 434–492.